# Zengőalja

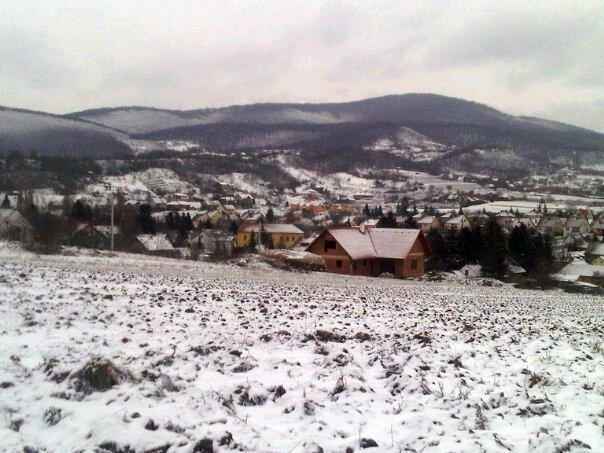
Hosszúhetényi utcarészlet, a háttérben a Zengővel

A Zengőalja régió Baranya vármegyében, a Zengő hegy körül.
Közvetlenül a Zengő lábánál csak négy település helyezkedik el (Hosszúhetény, Pécsvárad, Püspökszentlászló és Zengővárkony), a Zengőalja régiót azonban ennél szélesebb körre szokták értelmezni.

## Értelmezései

### Kelet-Mecsek
A szó fedheti a Kelet-Mecsek településeit, hiszen a Zengő ennek a tájegységnek a kiemelkedő és messziről látható hegye. A szűkebb településgyűrű:
| - Hosszúhetény - Kárász | - Kisújbánya - Magyaregregy - Máza - Mecseknádasd | - Óbánya - Pécsvárad (város) - Püspökszentlászló - Szászvár | - Váralja - Vékény - Zengővárkony - Zobákpuszta |

### Pécsváradi kistérség
A szót használták a korábbi pécsváradi kistérség szinonimájaként is. Ehhez a következő települések tartoztak:
| Apátvarasd   | Berkesd  | Erdősmecske | Erzsébet     | Fazekasboda |
| Hidas        | Kátoly   | Kékesd      | Lovászhetény | Martonfa    |
| Mecseknádasd | Nagypall | Óbánya      | Ófalu        | Pécsvárad   |
| Pereked      | Szellő   | Szilágy     | Zengővárkony |             |

#### Változó értelmezés
A valamikori pécsváradi kistérségen alapuló értelmezés is változik. Egy újabb értelmezés szerint a Zengőaljához tartozik Hosszúhetény is (amely egyébként a Zengő lábánál fekszik), amely tervezi, hogy csatlakozzon a Zengőalja és a bajorországi Unterschleißheim város közti testvéreggyüttműködéshez.